# Шахтні гірничорятувальні станції

Гірничорятувальна служба. Початок ХХ ст. Експонати Макіївської центральної гірничорятувальної і науково-дослідної станції, заснованої у 1907 р.

Шахтні гірничорятувальні станції (рос. шахтные горноспасательные станции (ШГС), англ. mine rescue stations; нім. Grubenrettungsstellen f pl) — гірничорятувальні станції, які організуються на найбільш потенційно небезпечних шахтах із дільничних добровільних допоміжних гірничорятувальних команд (ДГК). Керує ШГС директор або головний інженер шахти. Помічником начальника ШГС є представник державної воєнізованої гірничорятувальної служби — ДВГРС (командир гірничорятувального взводу). Основним завданням ШГС є рятування людей і ліквідація аварій в початковий момент їх виникнення, а після прибуття професіональних підрозділів ДВГРС, при необхідності, — взаємодія з ними.